# 塞拉耶佛路面電車
薩拉熱窩路面電車是波斯尼亞和黑塞哥維那首都薩拉熱窩的有軌電車。薩拉熱窩電車的營運企業是JKP GRAS 塞拉耶佛，這家公司也允許薩拉熱窩市內其他的巴士。薩拉熱窩電車現在有一條主線，全長10.7公里。另外還有一條支線，長0.4公里。薩拉熱窩電車開業於1885年，是歐洲歷史最悠久的電車系統之一。
2023年9月3日，由中国企业承建的波黑萨拉热窝有轨电车升级改造项目主线贯通。

## 外部連結
- JKG Gras Sarajevo （页面存档备份，存于）
- Virtualno Sarajevo - Sarajevo Trams